# Box na Letních olympijských hrách 2024
Box na Letních olympijských hrách 2024 v Paříži se bude konat od 27. července do 10. srpna 2024.

## Medailisté

### Muži
| Kategorie | Zlato                                      | Stříbro                                   | Bronz                                           | Bronz |
| --------- | ------------------------------------------ | ----------------------------------------- | ----------------------------------------------- | ----- |
| 51 kg     | Hasanboy Dusmatov · Uzbekistán (UZB)       | Billal Bennama · Francie (FRA)            | Junior Alcántara · Dominikánská republika (DOM) |       |
| 51 kg     | Hasanboy Dusmatov · Uzbekistán (UZB)       | Billal Bennama · Francie (FRA)            | Daniel Varela de Pina · Kapverdy (CPV)          |       |
| 57 kg     | Abdumalik Khalokov · Uzbekistán (UZB)      | Munarbek Seiitbek Uulu · Kyrgyzstán (KGZ) | Charlie Senior · Austrálie (AUS)                |       |
| 57 kg     | Abdumalik Khalokov · Uzbekistán (UZB)      | Munarbek Seiitbek Uulu · Kyrgyzstán (KGZ) | Javier Ibáñez · Bulharsko (BUL)                 |       |
| 63.5 kg   | Erislandy Álvarez · Kuba (CUB)             | Sofiane Oumiha · Francie (FRA)            | Wyatt Sanford · Kanada (CAN)                    |       |
| 63.5 kg   | Erislandy Álvarez · Kuba (CUB)             | Sofiane Oumiha · Francie (FRA)            | Lasha Guruli · Gruzie (GEO)                     |       |
| 71 kg     | Asadkhuja Muydinkhujaev · Uzbekistán (UZB) | Marco Verde · Mexiko (MEX)                | Omari Jones · Spojené státy americké (USA)      |       |
| 71 kg     | Asadkhuja Muydinkhujaev · Uzbekistán (UZB) | Marco Verde · Mexiko (MEX)                | Lewis Richardson · Velká Británie (GBR)         |       |
| 80 kg     | Oleksandr Khyzhniak · Ukrajina (UKR)       | Nurbek Oralbay · Kazachstán (KAZ)         | Cristian Pinales · Dominikánská republika (DOM) |       |
| 80 kg     | Oleksandr Khyzhniak · Ukrajina (UKR)       | Nurbek Oralbay · Kazachstán (KAZ)         | Arlen López · Kuba (CUB)                        |       |
| 92 kg     | Lazizbek Mullojonov · Uzbekistán (UZB)     | Loren Alfonso · Ázerbájdžán (AZE)         | Enmanuel Reyes · Španělsko (ESP)                |       |
| 92 kg     | Lazizbek Mullojonov · Uzbekistán (UZB)     | Loren Alfonso · Ázerbájdžán (AZE)         | Davlat Boltaev · Tádžikistán (TJK)              |       |
| +92 kg    | Bakhodir Jalolov · Uzbekistán (UZB)        | Ayoub Ghadfa · Španělsko (ESP)            | Nelvie Tiafack · Německo (GER)                  |       |
| +92 kg    | Bakhodir Jalolov · Uzbekistán (UZB)        | Ayoub Ghadfa · Španělsko (ESP)            | Djamili-Dini Aboudou Moindze · Francie (FRA)    |       |

### Ženy
| Kategorie | Zlato                           | Stříbro                            | Bronz                                | Bronz |
| --------- | ------------------------------- | ---------------------------------- | ------------------------------------ | ----- |
| 50 kg     | Wu Yu · Čína (CHN)              | Buse Naz Çakıroğlu · Turecko (TUR) | Nazym Kyzaibay · Kazachstán (KAZ)    |       |
| 50 kg     | Wu Yu · Čína (CHN)              | Buse Naz Çakıroğlu · Turecko (TUR) | Aira Villegas · Filipíny (PHI)       |       |
| 54 kg     | Chang Yuan · Čína (CHN)         | Hatice Akbaş · Turecko (TUR)       | Pang Chol-mi · Severní Korea (PRK)   |       |
| 54 kg     | Chang Yuan · Čína (CHN)         | Hatice Akbaş · Turecko (TUR)       | Im Ae-ji · Jižní Korea (KOR)         |       |
| 57 kg     | Lin Yu-ting · Tchaj-wan (TPE)   | Julia Szeremeta · Polsko (POL)     | Esra Yıldız · Turecko (TUR)          |       |
| 57 kg     | Lin Yu-ting · Tchaj-wan (TPE)   | Julia Szeremeta · Polsko (POL)     | Nesthy Petecio · Filipíny (PHI)      |       |
| 60 kg     | Kellie Harrington · Irsko (IRL) | Yang Wenlu · Čína (CHN)            | Wu Shih-yi · Tchaj-wan (TPE)         |       |
| 60 kg     | Kellie Harrington · Irsko (IRL) | Yang Wenlu · Čína (CHN)            | Beatriz Ferreira · Brazílie (BRA)    |       |
| 66 kg     | Imane Khelif · Alžírsko (ALG)   | Yang Liu · Čína (CHN)              | Janjaem Suwannapheng · Thajsko (THA) |       |
| 66 kg     | Imane Khelif · Alžírsko (ALG)   | Yang Liu · Čína (CHN)              | Chen Nien-chin · Tchaj-wan (TPE)     |       |
| 75 kg     | Li Qian · Čína (CHN)            | Atheyna Bylon · Panama (PAN)       | Caitlin Parker · Austrálie (AUS)     |       |
| 75 kg     | Li Qian · Čína (CHN)            | Atheyna Bylon · Panama (PAN)       | Cindy Ngamba · Tým uprchlíků (EOR)   |       |

## Přehled medailí
| Pořadí | Země   | Zlato | Stříbro | Bronz | Celkově |
| celkem | celkem | 0     | 0       | 0     | 0       |
| ------ | ------ | ----- | ------- | ----- | ------- |